# Jon Neu

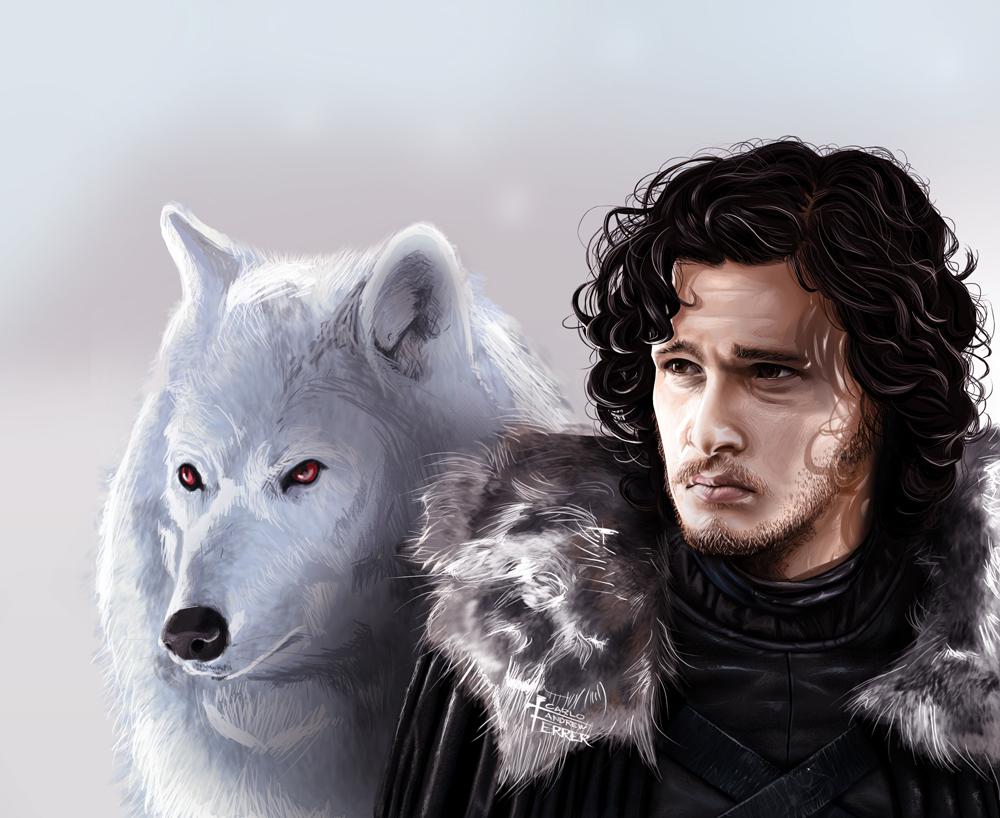
Jon i el seu llop Fantasma

Lord Jon Neu (Jon Snow, en la versió original anglesa) és un personatge fictici de la sèrie de llibres anomenada Cançó de gel i de foc. Interpretat per Kit Harington a la sèrie de televisió anomenada Joc de trons, és Lord Comandant de la Guàrdia de la nit núm. 998. Fill bastard de Lord Eddard Stark, té el cognom típic dels bastards en el nord (Neu). Té la mateixa edat que el seu germà Robb Stark. Jon va créixer amb els fills legítims Stark i tenia una bona relació amb tothom, menys amb la seva germana Sansa Stark i la seva mare Catelyn Tully.
Jon Neu té els trets físics dels Stark, és prim, té la cara allargada i el cabell castany.
El seu llop warg és anomenat Fantasma, ja que és un llop albí i a més és mut.
Jon va ser criat com una persona més del nord, adquirint el sentit dels valors i l'honor, cosa que tracta de complir fins i tot quan s'enfronta a decisions difícils.
Es creu que va néixer al final de la rebel·lió de Robert Baratheon, un mes abans o després del saqueig de Port Reial, té la mateixa edat que el seu germà Robb. Lord Eddard Stark se l'emporta amb ell a Hivèrnia després de la guerra i el cria com un més dels seus fills legítims. A Catelyn, no li agradava gens, ja que veia la presència de Jon com un recordatori de la infidelitat del seu marit. Va arribar a tenir molt bona relació amb el seu germà Robb i la seva germana Arya Stark.

## Llibres

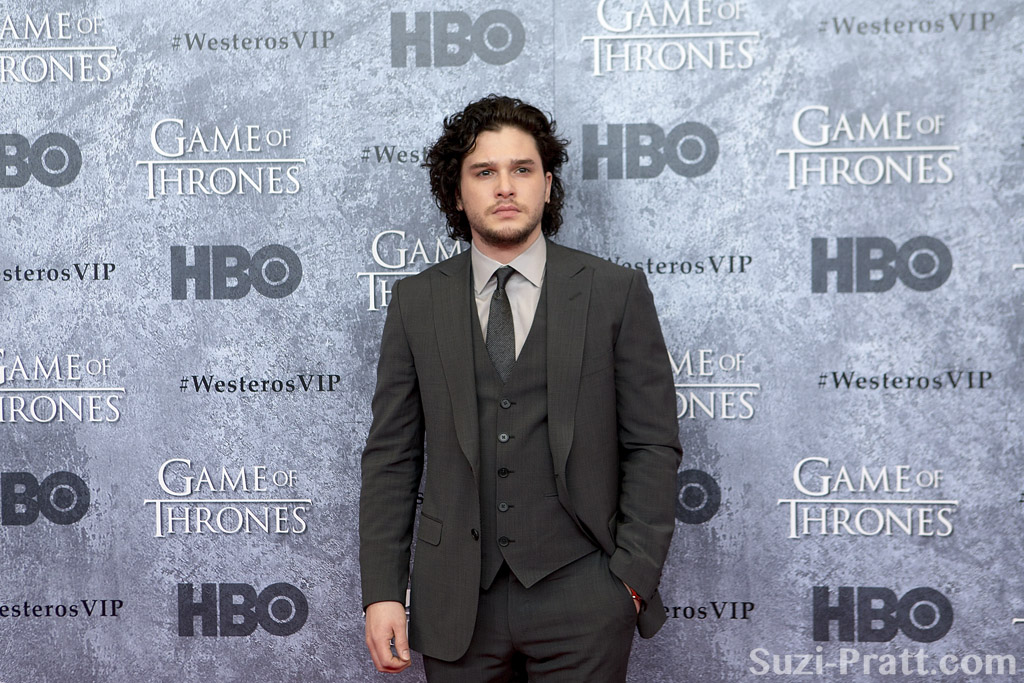
Kit Harington, actor de Jon

### Joc de trons
Jon demana d'ingressar a la guàrdia de la nit al seu tiet Benjen Stark, durant la visita del rei Robert Baratheon a Hivèrnia. El seu tiet li diu que no, però després, amb la marxa de Lord Eddard Stark a Desembarcament del Rei, Catelyn no es vol quedar amb ell i decideixen enviar-lo al mur.
Al començament de la seva estada en el mur els seus companys no l'acceptaven pel seu origen noble, però al final el van acceptar i van ajuntar-se per fer front al seu ferotge mestre d'arma, Ser Alliser Thorne,i després per ajudar a Samwell Tarly. Més tard, Jon intenta escapar-se de la guàrdia per ajudar al seu germà Robb a la guerra dels cinc regnes, però els seus amics l'aturen i el convencen perquè torni. Més tard, va passar a ser majordom, fet que no li va agradar gens, ja que el seu somni era ser explorador, era l'ajudant personal i escuder del Lord comandant Mormont. I ell el va anar preparant per manar a la guàrdia. Un dia, Jon va salvar a Mormont d'un atac d'un espectre, i com a gratitud, li va regalar una espasa d'acer balirià anomenada Urpa Llarga, i li va posar un llop al pòmul a l'honor de la Casa Stark.
El Lord Comandant organitza una exploració cap al nord del mur per trobar a uns exploradors desapareguts sense rastre, entre ells Benjen, el seu tiet.

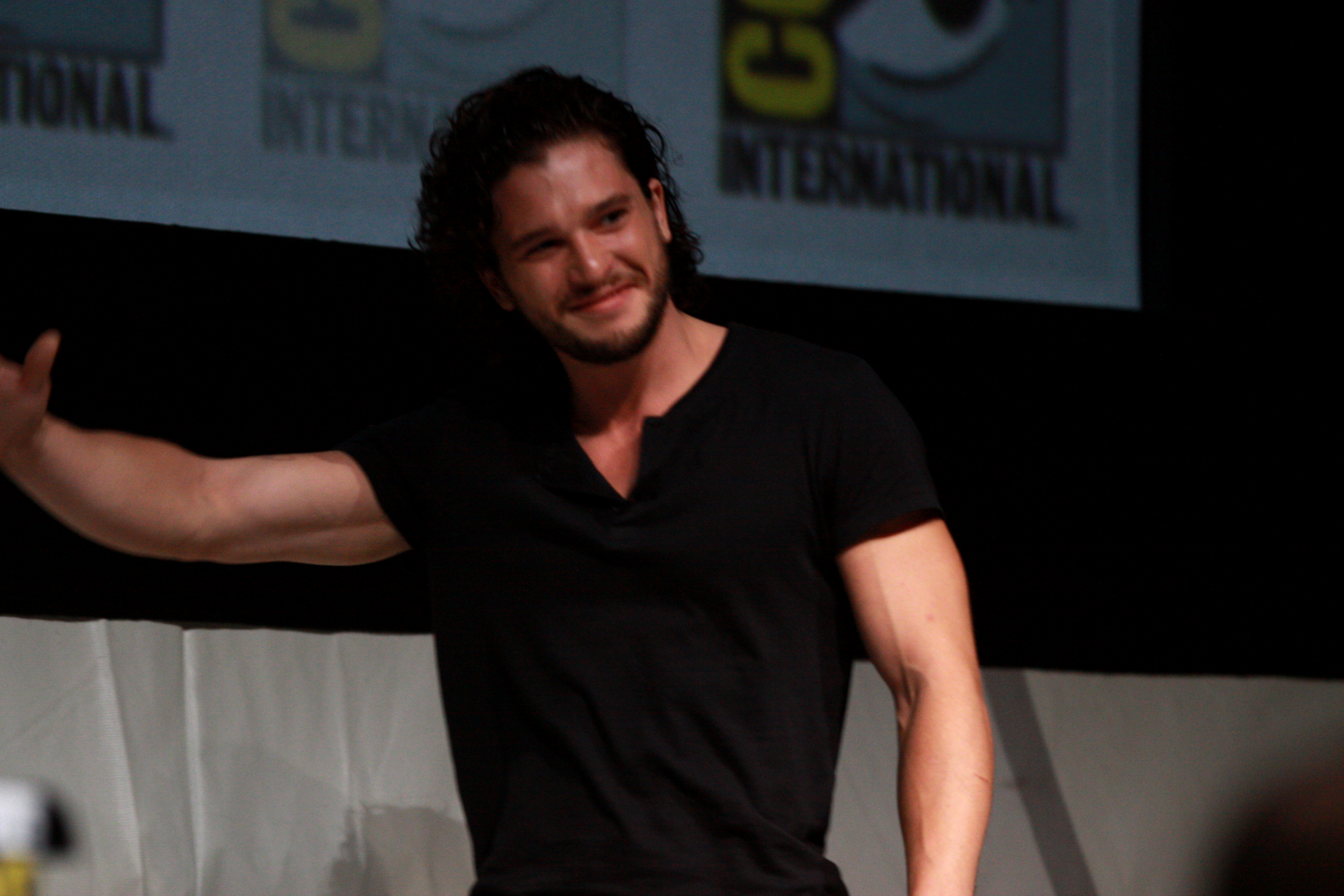
Kit Harington a una roda de premsa

### Xoc de reis
Durant el viatge al nord, la guàrdia de la nit descobreix que Mance Rayder, el rei més enllà del mur, està reunint un exèrcit de salvatges per atacar al mur i als set regnes. El grup dels germans juramentats s'instal·len al puny dels primers homes, Jon és un d'ells, i està manat per Qhorin Mitjamà.
Durant el camí, Jon allibera a una dona salvatge que havia capturat, Ygritte, en lloc de matar-la. El grup amb el qual estava Jon va ser descobert pels salvatges i els van atrapar, però abans que els agafessin, Qhorin li dona l'ordre a Jon que el matés davant d'ells i que s'infiltrés amb els salvatges per extreure informació. Arriscant-se que fos condemnat per trencar el jurament, l'únic que va salvar a Jon va ser el suport d'Ygritte.

### Tempesta d'espases
Jon s'uneix als salvatges, i veu l'enorme exèrcit que el Rei més enllà del Mur havia aconseguit formar. Allà, Jon coneix Mance Rayder i s'adona dels seus plans per a conquerir.
Abans dels dubtes que tenen els salvatges sobre la fidelitat de Jon, ell es veu obligat a fer-se l'amant de Ygritte, de la que s'acaba enamorant, i el porta a dubtar sobre trair-la o sobre desertar a la Guardia de la nit. Jon parteix amb Ygritte a una missió per escalar el mur, i després d'això, Jon s'escapa i torna amb els seus germans de la guàrdia en el Castell negre.
Jon sobre viu a una ferida a la cama causada per una fletxa que li llença Ygritte mentre s'escapa i sap que els seus germans, Bran Stark i Rickon Stark, han sigut assassinats per ordre de Theon Greyjoy. Jon prepara la defensa del Castell Negre contra els salvatges, amb dificultats aconsegueixen matar-los. Jon es troba a Ygritte quasi morta després de la batalla i ella li diu adéu dient-li “No saps res, Jon Neu”. Després d'aquesta petita baralla, la Guàrdia de la Nit es prepara per rebre totes les forces de Mance Rayder. A pesar de la grandesa de l'adversari, la Guàrdia aconsegueix resistir bastants atacs de l'exèrcit de Mance Rayder, fins que arriba per sorpresa Stannis Baratheon amb reforços, el que serà conegut com la Batalla del Castell Negre. L'exèrcit salvatge és derrotat i Mance Rayder capturat juntament amb el seu fill acabat de néixer.
La seva actuació en el lideratge de la defensa del Castell Negre, li va fer guanyar popularitat entre els seus companys i quan Jon va ser alliberat, gràcies a Samwell Tarly, va ser l'elegit per ser el Lord Comandant de la Guàrdia de la nit número 998. Després, Stannis li va oferir la possibilitat de deixar el mur i ser nomenat senyor d'Hivèrnia si li donava suport a la guerra, però Jon va dir que no va ser fidel als seus vots.

### Festí de corbs
Jon continua amb la feina de Lord Comandant de la Guàrdia de la Nit i envia a Samwell Tarly a Antiga amb el Mestre Aemon,amb Daeron, un bard de la Guàrdia de la Nit, amb Elí i el fill de Mance Rayder, deixant així el fill d'Elí al Mur.

### Dansa de dracs
Jon s'instal·là a l'habitació de Donal Noye, després de la mort del ferrer. Jon està sent contínuament acusat, majoritàriament per uns homes de Stannis que han fixat resistència en el Castell Negre. Quan Jon ordena a Janos Slynt guarnir un dels castells abandonats al llarg del Mur, Janos es nega i és decapitat per Jon, utilitzant la seva espasa, l'Urpa Llarga.
Mance Rayder és enviat per Jon a rescatar a Arya de Ramsay Bolton, però no saben que en realitat es tracta de Jeyne Poole.
Amb Stannis a punt de marxar cap a Bosc Espès, Jon li aconsella que busqui l'ajuda del Clan de les Muntanyes del Nord. Seguint el consell de Jon, Stannis s'assegura la lleialtat dels clans. Poc després que aconseguís Bosc Espès, arriba la notícia del casament entre Ramsay Bolton i Arya Stark. Stannis marxa cap a Hivèrnia que és el lloc elegit pel matrimoni per fer front contra la Casa Bolton.
Setmanes després que Stannis anés a Hivèrnia, Jon rep una carta de Ramsay titulada “Bastard”, allà afirma que Stannis ha sigut derrotat i Mance Rayder capturat. A la carta, també exigeix la lleialtat de Jon cap a la Casa Bolton a canvi de la seva supervivència i la dels seus homes. Jon planteja un nou atac contra Ramsay. No ordena a la Guàrdia de la nit que lluiten amb ell, però demana als salvatges i els germans negres que s'uneixin per pròpia voluntat. La decisió de Jon, no agrada a la gent de major liderat de la Guàrdia, i això fa que el mateix Jon sigui apunyalat diverses vegades per Bowen Marsh i altres germans negres, que l'ataquen amb llàgrimes i murmurant “per la Guàrdia”. L'estat de Jon és desconegut, però a la sèrie és assassinat per els seus companys de la Guàrdia, sent reviscut per Melisandre, la Dama Vermella.